# Ugo Mattei
Ugo Mattei (Torino, 22 aprile 1961) è un giurista italiano.
Mattei è noto per avere promosso i referendum contro la privatizzazione dei servizi idrici nel 2011, avendone scritto i quesiti.
Durante la pandemia di COVID-19 ha promosso manifestazioni di piazza e si è detto contrario all'obbligo vaccinale per il vaccino anti COVID-19, paragonando le restrizioni imposte dal governo negli anni 2020-2022 alle limitazioni delle libertà individuali del regime fascista.
Nel 2023, in qualità di presidente di "Generazioni Future" (ex Comitato Rodotà, lo stesso dei due referendum sull’acqua del 2011) e in collaborazione con il comitato "Ripudia la guerra", ha promosso la raccolta firme per un referendum nominato "contro la guerra e a favore della sanità pubblica" volta a bloccare il trasferimento di armi in favore dell'Ucraina, impegnata nella difesa contro l'invasione da parte della Russia e investire il denaro nella sanità pubblica.

## Biografia
È nato da Camillo Mattei, medico, ed è nipote di Gianfranco Mattei e Teresa Mattei, fratelli minori del padre. Viene chiamato Ugo in ricordo del nonno paterno antifascista Ugo Mattei, imprenditore e politico. Si è laureato in Giurisprudenza all'Università degli Studi di Torino nel 1983 e nel 1989 ha ricevuto il Master of Laws dalla Boalt Hall, la scuola di diritto dell'Università della California a Berkeley, dove era Fulbright fellow. Ha studiato inoltre alla London School of Economics e alla facoltà internazionale di diritto comparato dell'Université Strasbourg III. Ha trascorso periodi di ricerca su invito alla Law School dell'Università Yale e all'Università di Cambridge (Trinity College e Wolfson College), e da visiting professor a Oslo, Berkeley, Montpellier, Macao. Nel 1985 ha cominciato ad insegnare diritto civile all'Università degli Studi di Trento ed è diventato professore ordinario nel 1990. Nel 1992 è diventato professore alla Facoltà internazionale di diritto comparato di Strasburgo, dove è rimasto per quattro anni.
Dal 1994, ha occupato la cattedra di diritto internazionale e comparato all'Hastings College of the Law dell'Università della California, succedendo a Rudolf Schlesinger. Dal 1997 è succeduto a Rodolfo Sacco nella cattedra di diritto civile della Facoltà di giurisprudenza dell'Università di Torino.
Mattei è socio ordinario della International Academy of Comparative Law, e membro del comitato esecutivo della American Society of Comparative Law, membro dell'Advisory Board del Friburg Institute of Comparative Law, e consulente dell'Istituto di diritto, economia e finanza della Copenaghen business school, e curatore generale della collana Common Core of European Private Law (Trento Project) alla Cambridge University Press, ed editore capo della rivista Global Jurist. È membro del comitato editoriale dell'International Review of Law and Economics e del New Palgrave: A Dictionary of Economics and Law.
Il suo volume sulla proprietà privata, pubblicato nel 2001 (seconda edizione UTET 2014), ha ricevuto il Premio Luigi Tartufari dell'Accademia Nazionale dei Lincei consegnatogli dal presidente della Repubblica Carlo Azeglio Ciampi. Ha ricevuto inoltre per i suoi studi civilistici il Premio Jacopo da Lentini conferito dal consiglio notarile siciliano.
Nel 2009, insieme ad altri giuristi, Mattei ha redatto i quesiti referendari in materia di liberalizzazione dei servizi idrici e, come legale, ha rappresentato presso la Corte costituzionale le istanze dirette a salvaguardarne l'esito (sentenze 24/2011 e 199/2012). Mattei è stato, inoltre, fra i consulenti giuridici del Teatro Valle occupato a Roma, del movimento NO TAV in Val di Susa, e di molte altre iniziative del movimento che si oppone al neoliberismo.
È professore di diritto internazionale e comparato all'Hastings College of the Law dell'Università della California a San Francisco, presso cui ricopre la cattedra di Alfred and Hanna Fromm professor of international and comparative law, ed è professore di diritto civile all'Università di Torino. È inoltre coordinatore accademico dell'International University College of Turin.
Svolge attività pubblicistica e politica collaborando come editorialista de il manifesto. Dal 2015 collabora regolarmente con il Fatto Quotidiano. È stato vicepresidente della Commissione Rodotà presso il Ministero della Giustizia (2007); presidente dell'acquedotto di Napoli, Arin SpA poi trasformata in ABC, Acqua Bene Comune Napoli (2011-14); vicesindaco a Chieri (2014-15), dove ha organizzato la prima edizione di "AREA festival internazionale dei beni comuni". Nel 2017 Ugo Mattei è stato insignito del premio internazionale Elinor Ostrom Award per il governo collettivo dei beni comuni.
Nel febbraio 2021 è tra i promotori della lista Futura per i beni comuni, con cui partecipa in qualità di candidato sindaco alle elezioni comunali dello stesso anno ottenendo il 2,32% dei voti. L'8 gennaio 2022, durante una manifestazione a Torino, annunicia la costituzione del Comitato di Liberazione Nazionale.

## Opere
- (EN) Ugo Mattei, The European Codification Process. Cut and Paste, The Hague/L'Aia, Kluwer Law International, 2003, ISBN 9789041122308, SBN TO01285588.
- Ugo Mattei, Edoardo Reviglio, Stefano Rodotà (a cura di), Invertire la rotta. Idee per una riforma della proprietà pubblica, Bologna, Il Mulino, 2007, ISBN 978-88-15-12044-1.
- (EN) Ugo Mattei e Laura Nader, Plunder. When the Rule of Law is Illegal, Malden, MA, Blackwell Publishing, 2008, ISBN 9781405178952, SBN TO01651946.
- Ugo Mattei, Alberto Lucarelli, Gérard Marcou, Il diritto pubblico tra crisi e ricostruzione, Napoli, La scula di Pitagora, 2009, ISBN 9788889579633.
- (EN) Ugo Mattei, Rudolf Schlesinger, Teemu Ruskola e Antonio Gidi, Schlesinger's Comparative Law: cases, text, materials, 7ª ed., Londra, Foundation Press, 2009, ISBN 9781587785917, SBN UMC0833585.
- Ugo Mattei, Il modello di Common Law, 3ª ed., Torino, Giappichelli, 2010, ISBN 978-88-348-1516-8, SBN TO01795688.
- Ugo Mattei e Laura Nader, Il saccheggio. Regime di legalità e trasformazioni globali, traduzione di Anna Maria Poli, Milano, Bruno Mondadori, 2010, ISBN 9788861593343, SBN RMS2324245.
- Ugo Mattei, Edoardo Reviglio, Stefano Rodotà (a cura di), I beni pubblici. Dal governo dell'economia alla riforma del Codice Civile, Roma, Scienze e Lettere, 2010, ISBN 978-88-218-1017-6.
- Ugo Mattei, Beni Comuni: un manifesto, Bari, Laterza, 2011, ISBN 978-88-420-9717-4, SBN MOD1591115.
- Ugo Mattei, Rafael Spregelburd, Federica Giardini, 2012, Teatro Valle occupato. La rivolta culturale dei beni comuni, Roma, DeriveApprodi, ISBN 9788865480502
- Ugo Mattei, Contro riforme, Torino, Einaudi, 2013, ISBN 978-88-06-21471-5, SBN VIA0249554.
- (ES) Ugo Mattei e Laura Nader, Saqueo. Cuando el Estado de Derecho es ilegal, Lima (Perú), Palestra Editores, 2013, ISBN 9786124047886.
- Ugo Mattei, «Senza proprietà non c'è libertà». Falso!, Bari, 2014, Laterza ISBN 9788858110171.
- Ugo Mattei, Il benicomunismo e i suoi nemici, Torino, Einaudi, 2015, ISBN 9788806218614.
- Ugo Mattei e Fritjof Capra, Ecologia del diritto: scienza, politica, beni comuni, Sansepolcro, Aboca, 2017, ISBN 978-88-98881-41-3, SBN UBO4241243.
- Ugo Mattei e Alessandra Quarta, Punto di svolta. Ecologia, tecnologia e diritto privato. Dal capitale ai beni comuni, Sansepolcro, Aboca, 2018, ISBN 978-88-98881-65-9.
- Ugo Mattei, Il diritto di essere contro. Dissenso e resistenza nella società del controllo, Casale Monferrato, Piemme, 2022, ISBN 9788856684667.